# Great Smoky Mountains National Park
Great Smoky Mountains National Park is een nationaal park in de Amerikaanse staten North Carolina en Tennessee, dat een groot deel van de Great Smoky Mountains beschermt. Met bijna 9,5 miljoen bezoekers in 2010 is dit het best bezochte park van het land. Het gebied is in 1934 ingericht als nationaal park en staat sinds 1983 op de Werelderfgoedlijst van UNESCO.
Het reliëf, de overvloedige regenval, en de aanwezigheid van oerbossen zijn de oorzaken van de rijkdom aan fauna en flora. Er komen zo'n 10.000 soorten planten en dieren voor in het park. Volgens parkbeheerders telt het park 200 vogelsoorten, 66 soorten zoogdieren, 50 soorten vissen, 39 soorten reptielen en 43 soorten amfibieën, waaronder veel longloze salamanders. Het park heeft een opmerkelijk hoge populatie zwarte beren, op zijn minst 1800. In 2001 werd de wapiti geherintroduceerd.

## Afbeeldingen

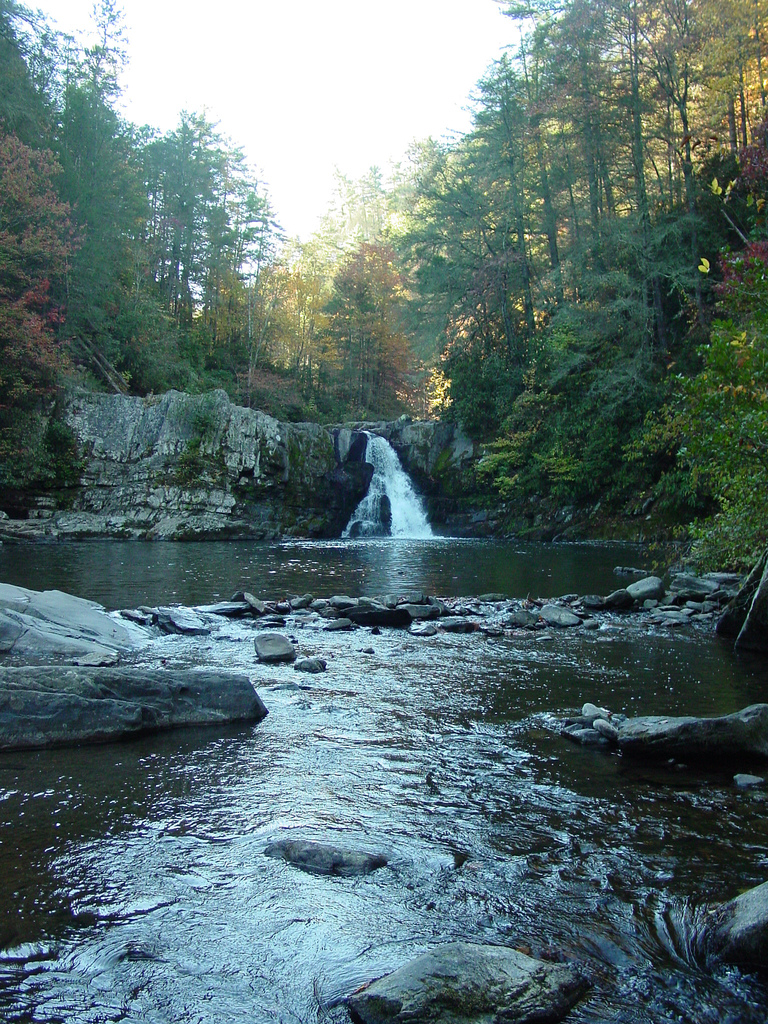
Abrams Falls
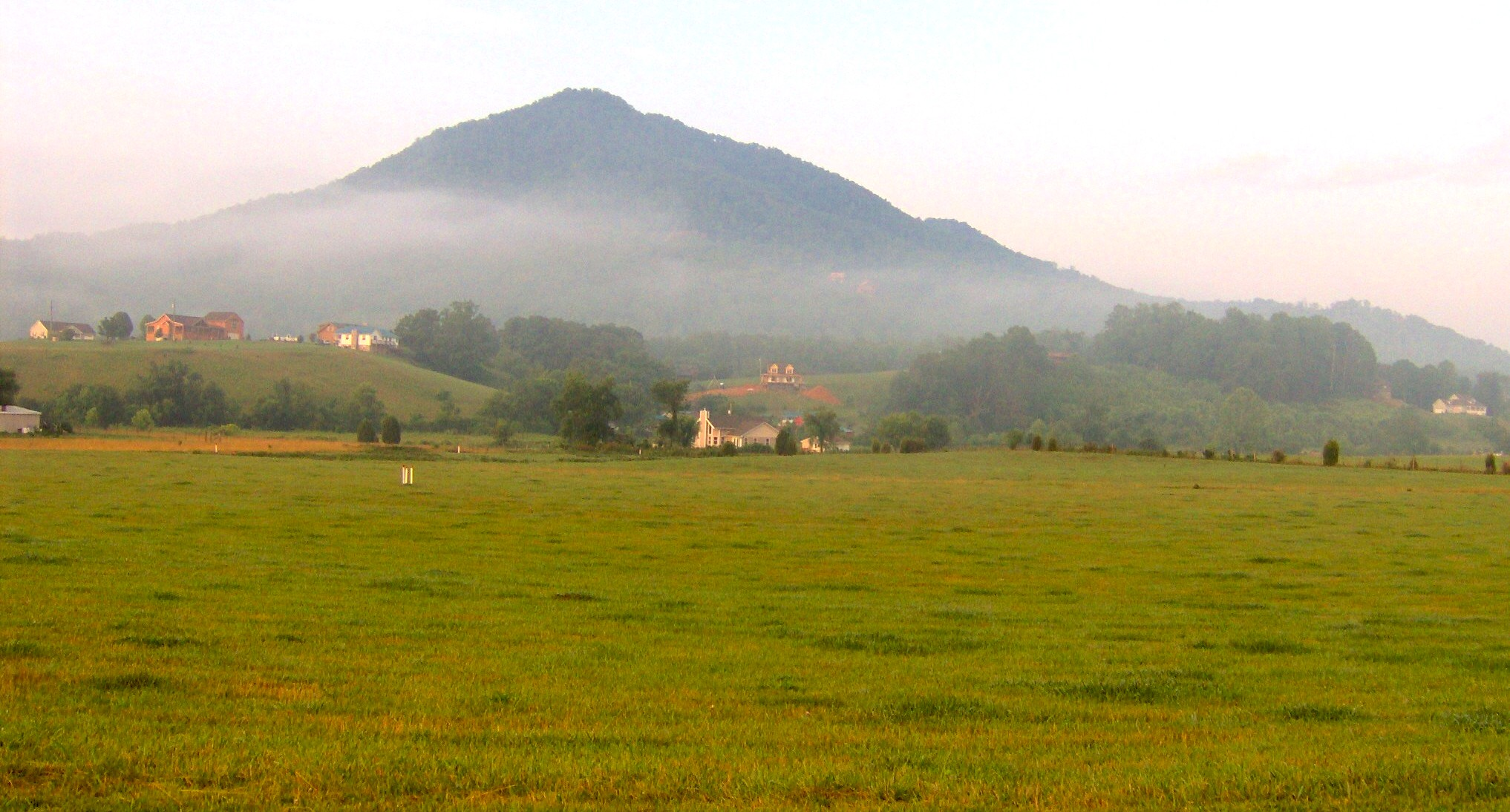
Roundtop Mountain
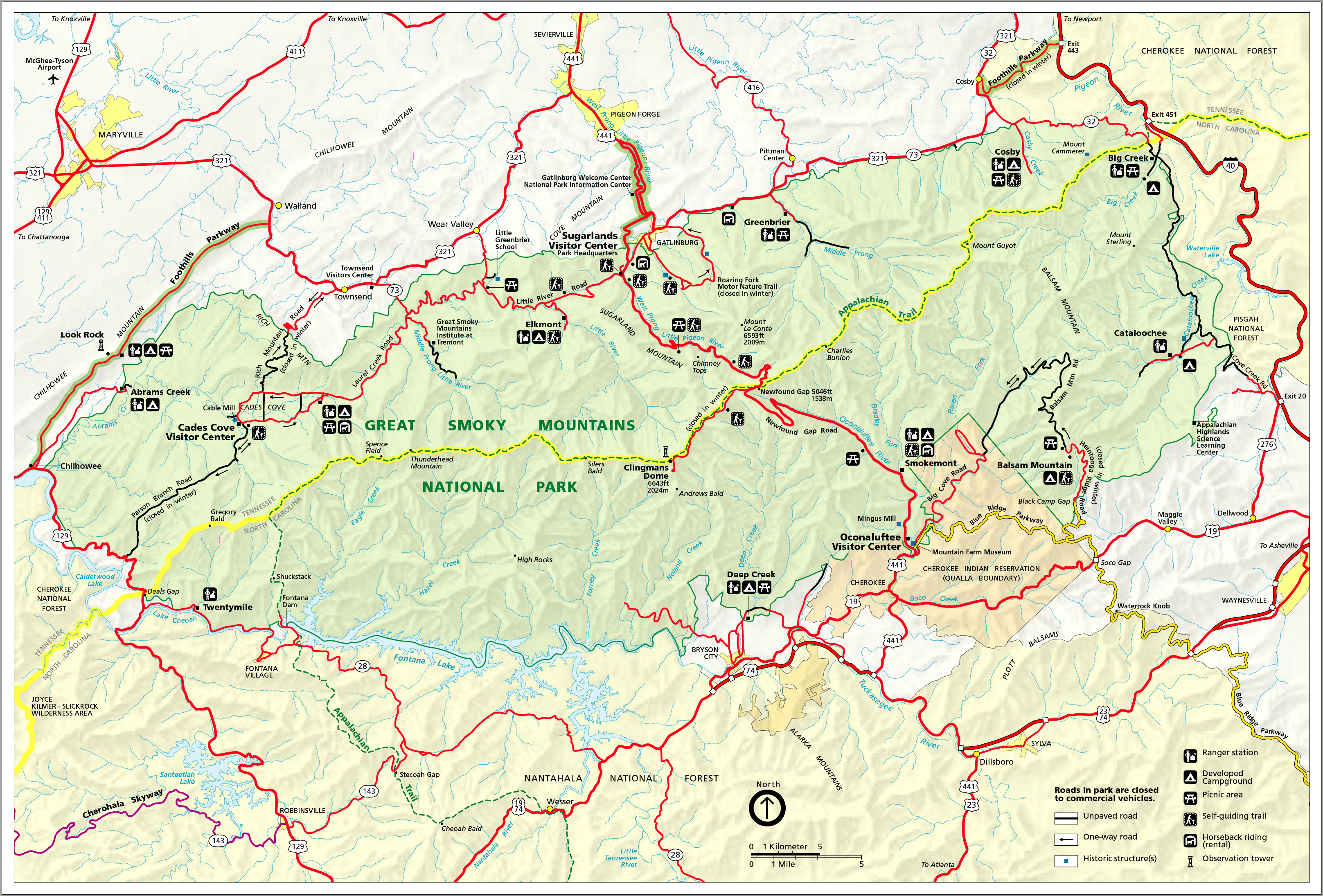
Kaart